# 페어 파크 콜리시엄
페어 파크 콜리시엄(영어: Fair Park Coliseum)는 미국 텍사스주 댈러스에 위치한 실내 경기장으로, 페어 파크 부지내에 위치한다. 과거 ABA 댈러스 채퍼럴스/텍사스 채퍼럴스와 CHL 댈러스 프리즈의 홈경기장으로 사용했다.